# Fritz Zimmermann (Fußballspieler)
Fritz Zimmermann (* 2. September 1929 in Gosenbach, heute Siegen; † 12. März 2015 in Niederfischbach) war ein deutscher Fußballspieler. Er bestritt zwei Länderspiele für die deutsche Fußballnationalmannschaft der Amateure.

## Karriere
Fritz Zimmermann, der zumindest in der Siegerländer Fußballwelt als „Zimmermanns Fritzchen“ bekannt war, spielte seit seinem 10. Lebensjahr für den SuS Niederschelden/Gosenbach und hatte dort als Halbstürmer (WM-System) maßgeblichen Anteil an den sportlichen Erfolgen der 1950er Jahre.
Mit der Auswahl von Westfalen setzte er sich in der Saison 1954/55 im Wettbewerb des Länderpokals gegen die Vertretungen von Mittelrhein (2:1), Berlin (5:0) und im Halbfinale gegen Hamburg (1:1 n. V.; 6:0) durch und stand deshalb am 2. Juli 1955 in Augsburg im Finale gegen den Titelverteidiger Bayern. Mit den Sturmkollegen Günter Grandt und Gerd Cyliax konnte er aber die 2:5-Niederlage gegen Bayern mit deren Leistungsträgern Fritz Semmelmann und Johann Zeitler nicht verhindern. Am 12. November 1955 debütierte er an der Seite von Herbert Schäfer im Trikot der deutschen Amateur-Nationalmannschaft, die in London im Stadion von Tottenham Hotspur gegen die englische Auswahl mit 3:2 gewann. Zimmermann erzielte dabei den Siegtreffer.
Am 19. Mai 1957 bestritt er in Offenburg beim 1:1 erneut gegen England sein zweites, aber zugleich auch letztes Spiel für die DFB-Amateur-Auswahl. Am 16. Juni 1957 stand er zum zweiten Mal mit der Westfalenauswahl im Endspiel um den Länderpokal. In Hannover setzte sich Niedersachsen mit 3:2 Toren in der Verlängerung durch. Zimmermann hatte in der 56. Minute den 1:2-Anschlusstreffer für die Mannschaft um Herbert Schäfer und Heinz Hornig erzielt. Er stand zwar auch im Aufgebot für das Amateur-Länderspiel am 27. Mai 1959 im Siegener Leimbachstadion (der Gegner war wiederum England), kam jedoch wegen Verletzung nicht zum Einsatz.
Am 27. Oktober 1957 absolvierte er das 20. und letzte Spiel in der Amateur-Westfalen-Auswahl und wurde bei diesem Spiel in Herford besonders geehrt. Er verabschiedete sich mit insgesamt 16 erzielten Toren als „Westfalen-Länderpokal-Torschützenkönig“.
Nach dem Spieljahr 1962/63 wechselte Zimmermann für drei Spielzeiten zu den Sportfreunden Siegen und absolvierte im ersten Jahr der Fußball-Regionalliga West 1963/64 elf Spiele mit drei Toren in der damaligen Zweitklassigkeit, bevor er seine Karriere als Fußballspieler beendete.
Fritz Zimmermann starb am 12. März 2015 in einem Pflegeheim in Niederfischbach.